# Dendra
Dendra (en griego: Δενδρά) es un yacimiento arqueológio prehistórico situado fuera del pueblo homónimo perteneciente al  municipio de Midea en Argólida, Grecia.
El sitio tiene una historia que se remonta al menos a la Edad de Bronce y es significativo por el cementerio de esta época excavado por el arqueólogo sueco Axel W. Persson en la primera mitad del siglo XX. Persson excavó un tholos y muchas tumbas de cámara micénicas, presumiblemente pertenecientes a las clases dominantes que tenían su vivienda en la ciudadela cercana de Midea.

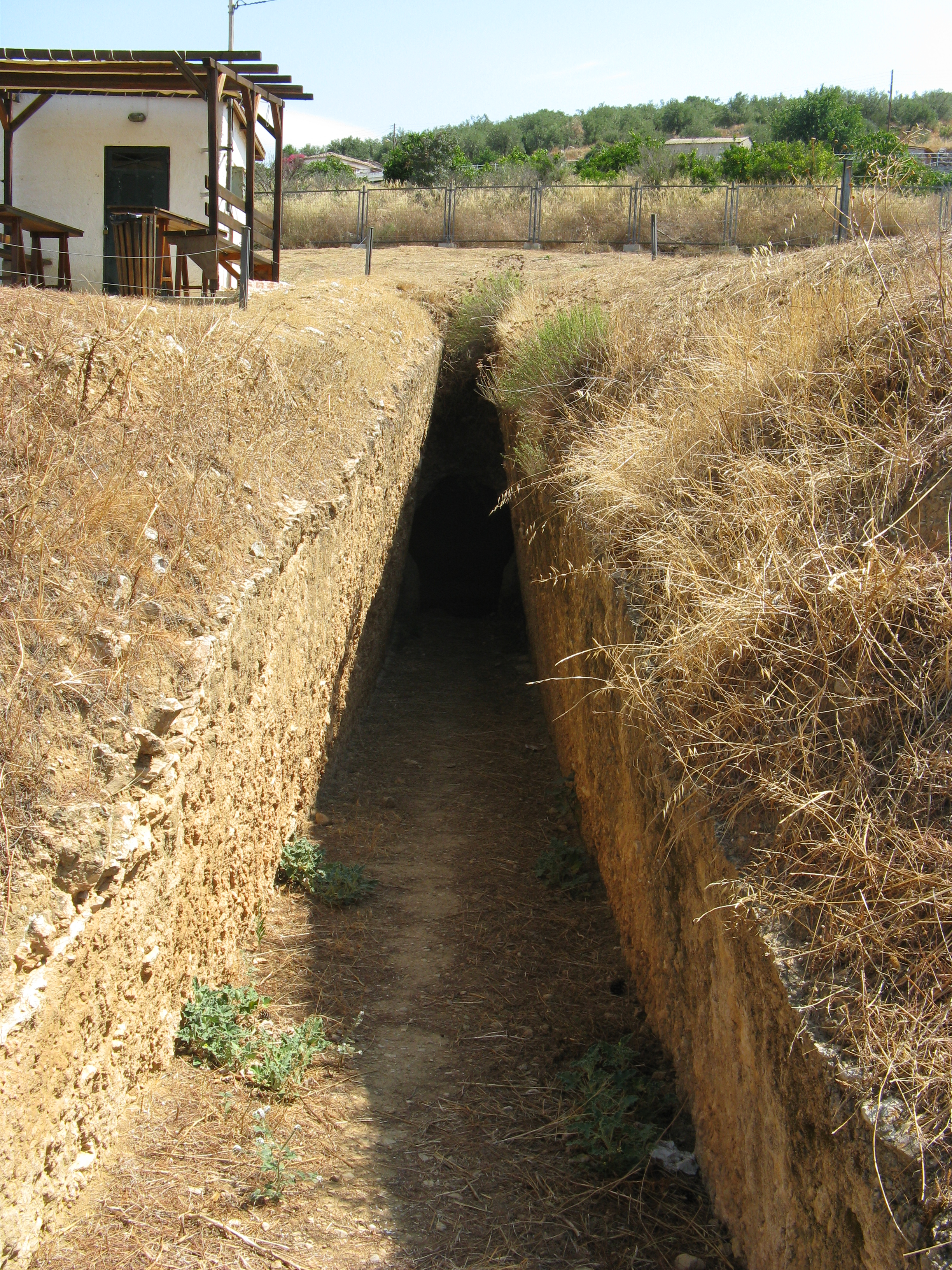
Una de las tumbas de cámara de la necrópolis de Dendra.

En excavaciones posteriores (después de los intentos parcialmente exitosos de saquear las tumbas excavadas) se desenterraron la única armadura de bronce de época micénica encontrada, la panoplia de Dendra, actualmente expuesta en el museo arqueológico de la cercana Nauplio. Otras excavaciones sacaron a la luz enterramientos en túmulos de la Edad de Bronce con caballos sacrificados.